# Свети Димитър (Варош)
Вижте пояснителната страница за други значения на Свети Димитър.
„Свети Великомъченик Димитър“ или „Свети Димитрий“ (на македонска литературна норма: „Свети Димитар“, „Свети Димитриј“) е средновековна православна църква в прилепския квартал Варош, Северна Македония. Част е от Преспанско-Пелагонийската епархия на Македонската православна църква. Изградена е в края на XIII век.
Днешната църква е конгломерат от няколко сгради от различни епохи. В сегашната си форма е кръстокуполна църква с дванадесетостенен купол, като южното крило е по-ниско от останалите. На фасадата и апсидата е използвана богата керамопластична декорация около отворите и други повърхности. Декоративните архитектурни елементи носят характеристиките на сградите от XIII и XIV век. Няма исторически извори за датата на градежа, но църквата е засвидетелствана в началото на XIV век от грамота на крал Стефан Душан, който в 1335 година потвърждава собствеността върху нея на манастира Трескавец. В църквата има запазени резбовани царски двери от края на XV или началото на XVI век.